# Lehlohonolo Majoro
Lehlohonolo Michael Majoro (ur. 19 sierpnia 1986 w Ladybrand) – południowoafrykański piłkarz grający na pozycji napastnika, od 2019 jest zawodnikiem klubu AmaZulu FC.

## Kariera klubowa
Swoją karierę piłkarską Majoro rozpoczynał w zespołach młodzieżowych: Mubs FC, Kovsies FC, Manyatseng United Brothers, Uniwersytet Wolnego Państwa, Bloemfontein Young Tigers, Uniwersytet w Johannesburgu i Highlands Park FC. W 2010 roku został zawodnikiem AmaZulu FC z Durbanu. 28 sierpnia 2010 zadebiutował w nim w Premier Soccer League w wygranym 3:2 domowym meczu z Maritzburgiem United i w debiucie zdobył gola. W AmaZulu grał przez rok. Latem 2011 roku Majoro przeszedł do Kaizer Chiefs FC z Johannesburga. Swój debiut w nim zanotował 13 sierpnia 2011 w zwycięskim 2:1 domowym spotkaniu z Jomo Cosmos. W debiucie strzelił bramkę. Następnie był zawodnikiem Orlando Pirates, Cape Town City FC i Bidvest Wits FC.
1 czerwca 2019 podpisał dwuletni kontrakt z AmaZulu FC, umowa do 30 czerwca 2021.

## Kariera reprezentacyjna
W reprezentacji Republiki Południowej Afryki Majoro zadebiutował 14 maja 2011 w wygranym 1:0 towarzyskim meczu z Tanzanią, rozegranym w Dar es Salaam. W 2013 roku został powołany do kadry na Puchar Narodów Afryki 2013.

## Statystyki

### Klubowe
Stan na 26 kwietnia 2023
| Sezon   | Klub              | Kraj              | Rozgrywki      | Mecze | Bramki |
| ------- | ----------------- | ----------------- | -------------- | ----- | ------ |
| 2009/10 | Highlands Park FC | Południowa Afryka | Gauteng League | ?     | ?      |
| 2010/11 | AmaZulu           | Południowa Afryka | PSL            | 27    | 14     |
| 2011/12 | Kaizer Chiefs     | Południowa Afryka | PSL            | 28    | 10     |
| 2012/13 | Kaizer Chiefs     | Południowa Afryka | PSL            | 22    | 9      |
| 2013/14 | Kaizer Chiefs     | Południowa Afryka | PSL            | 9     | 1      |
| 2013/14 | Orlando Pirates   | Południowa Afryka | PSL            | 5     | 0      |
| 2014/15 | Orlando Pirates   | Południowa Afryka | PSL            | 25    | 8      |
| 2015/16 | Orlando Pirates   | Południowa Afryka | PSL            | 16    | 1      |
| 2016/17 | Cape Town City FC | Południowa Afryka | PSL            | 23    | 7      |
| 2017/18 | Cape Town City FC | Południowa Afryka | PSL            | 8     | 2      |
| 2017/18 | Bidvest Wits FC   | Południowa Afryka | PSL            | 16    | 4      |
| 2018/19 | Bidvest Wits FC   | Południowa Afryka | PSL            | 17    | 4      |
| 2019/20 | AmaZulu           | Południowa Afryka | PSL            | 20    | 2      |
| 2020/21 | AmaZulu           | Południowa Afryka | PSL            | 26    | 8      |
| 2021/22 | AmaZulu           | Południowa Afryka | PSL            | 14    | 1      |